# Confine tra Kazakistan e Uzbekistan
Il confine tra il Kazakistan e l'Uzbekistan descrive la linea di demarcazione tra questi due Stati. Ha una lunghezza di 2.330 km e si estende dalla triplice frontiera con il Turkmenistan a quella con il Kirghizistan. È il confine esterno più lungo dell'Uzbekistan. La capitale uzbeka Tashkent si trova a soli 13 km dal Paese kazako.

## Descrizione
Il confine inizia a ovest alla triplice frontiera con il Turkmenistan; segue quindi il 56º meridiano est per circa 410 km fino al 45º parallelo nord. Lì segue una linea retta per 213 km verso nord-est, che poi cambia direzione bruscamente riprendendo dopo poco un nuovo percorso rettilineo per 128 km. Quest'ultima sezione attraversa il lago d'Aral e l'ex isola di Vozroždenie (ora parte della terraferma) che si trova a ridosso del confine; il lago era precedentemente molto più esteso e fu irrimediabilmente prosciugato per la produzione intensiva di cotone avviata in epoca sovietica. La fetta centrale della demarcazione è costituita da una serie di brevi segmenti diagonali o verticali che attraversano la porzione orientale del deserto del Kizilkum, fino agli immediati pressi del bacino di Shardara, in Kazakistan. Il confine segue quindi una forma a U nel distretto di Maqtaaral in Kazakistan prima di procedere in direzione nord-est verso Tashkent e poi lungo i monti Ugam fino alla triplice frontiera con il Kirghizistan.

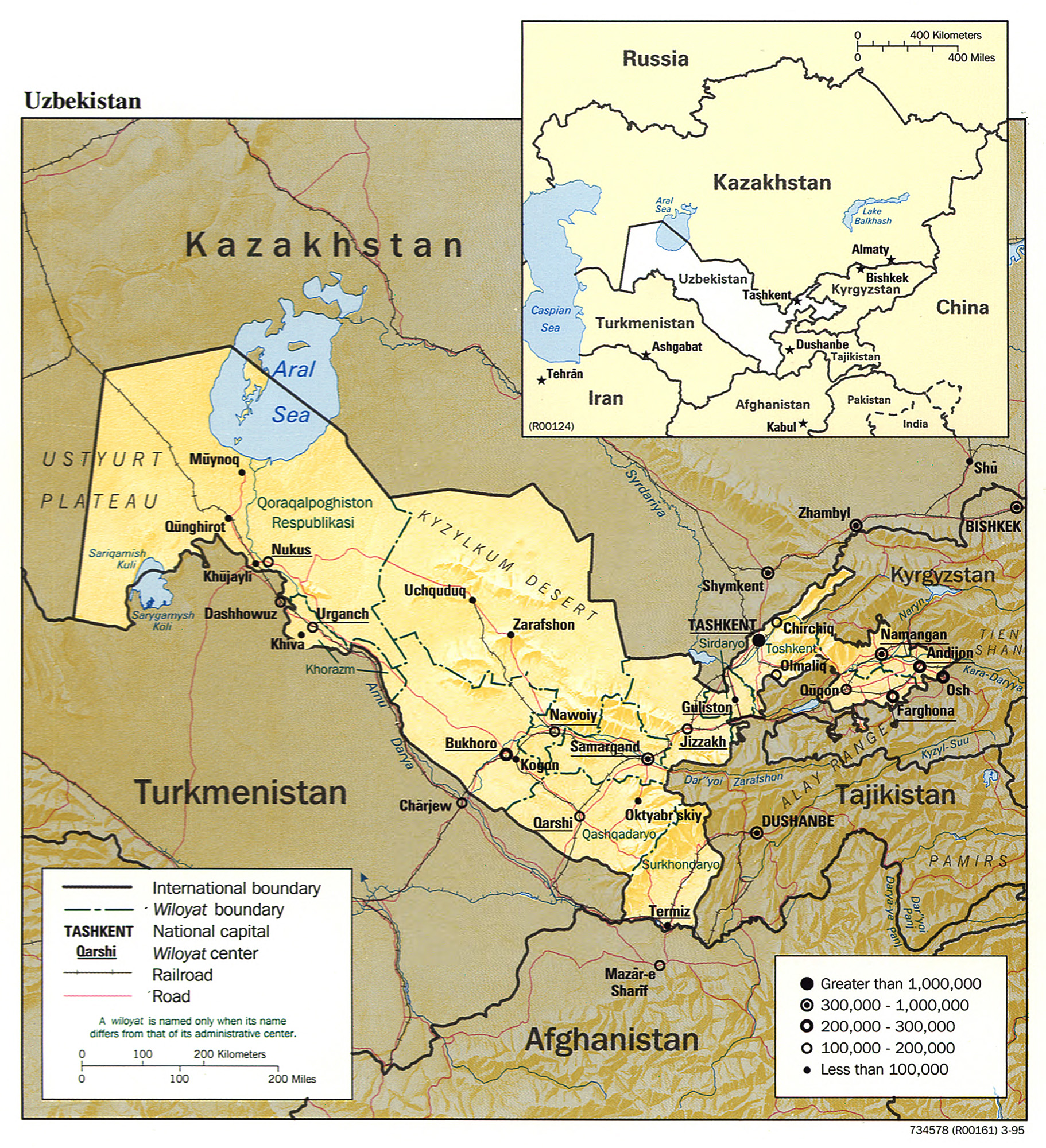
Focus sull'Uzbekistan con il confine kazako situato a nord del Paese

Circa due terzi della sezione occidentale del confine sono scarsamente popolati e attraversano soprattutto aree desertiche. Tale situazione è in netto contrasto con la restante parte, sempre ad ovest, che è densamente popolata, in quanto lì hanno sede alcune delle più grandi città dell'Uzbekistan e del sud del Kazakistan. La parte più orientale è montuosa e contiene una serie di parchi nazionali (Parco nazionale Sayram-Ugam e Riserva naturale Aksu-Zhabagly in Kazakistan; Parco nazionale Ugam-Chatkal in Uzbekistan. La ferrovia Jizzax-Sirdaryo dell'Uzbekistan attraversa una piccola parte di Kazakistan, un lascito dell'epoca sovietica in cui furono costruite le infrastrutture senza tener conto di quelli che allora erano i confini interni.

## Storia
La Russia aveva conquistato l'Asia centrale nel XIX secolo annettendo i Khanati precedentemente indipendenti di Kokand e Khiva e l'Emirato di Bukhara. Dopo che i comunisti assunsero il potere nel 1917 e crearono l'Unione Sovietica, fu deciso di separare l'Asia centrale in repubbliche su base etnica in un processo noto come processi di delimitazione dei territori nazionali. Tale operazione rientrava nella teoria comunista secondo cui il nazionalismo costituiva un tassello necessario per una società di stampo marxista: d'altronde, Iosif Stalin intendeva realizzare una nazione definibile come "una stabile comunità di persone ripartita su basi storiche, oltre che sulla base di lingue comuni, territori di appartenenza, scambi economici e studi antropologici volti ad identificare le tracce di una cultura comune [per ogni territorio]".
Il processo messo in atto è comunemente descritto come nient'altro che una semplice applicazione del divide et impera, un furbo tentativo messo in atto da Stalin per preservare molti poteri in mano a Mosca, identificando confini tracciati minuziosamente sulla scia delle minoranze all'interno ogni stato. Sebbene nel concreto i sovietici fossero preoccupati per la possibilità di dover fronteggiare movimenti pan-turkistici come accadde già caso della rivolta dei Basmachi degli anni '20, essi presentarono più volte un quadro politico molto più sereno di quanto potesse apparire in concreto.
I russi miravano a creare repubbliche etnicamente omogenee: tuttavia, tale operazione risultò molto dura in diverse aree culturalmente miste (ad esempio la valle di Fergana) e spesso si giunse a compromessi su alcuni gruppi sociali (ad esempio il popolo Sart, per metà tagiko e per metà uzbeko e alcune comunità turkmene ed uzbeke situate lungo l'Amu Darya). L'intellighenzia locale discusse fortemente (e in molti casi fomentato oltremodo) la problematica sulle demarcazioni, costringendo spesso i sovietici a ridiscuterle: la risoluzione delle controversie era resa meno facile per via della mancanza di conoscenze accurate e dalla scarsità di dati etnografici accurati o aggiornati sulle regioni. Non andrebbe poi dimenticato che la divisione tra i territori non si limitava alla sfera sociale, in quanto volta altresì a favorire scambi economici, allo sviluppo di politiche agricole e al potenziamento delle infrastrutture locali che risultavano propositi slegati dal discorso etnico. Il tentativo di bilanciare questi interessi contrapposti tra Mosca e realtà locali si rivelò estremamente difficile e in alcuni casi impossibile (soprattutto nelle aree più remote), apportando come risultato la creazione di confini talvolta assai contorti, enclavi multiple e l'inevitabile creazione di grandi minoranze che hanno finito per vivere nella repubblica "sbagliata". Va inoltre sottolineato che i sovietici non hanno mai voluto che queste frontiere diventassero frontiere internazionali come lo sono oggi.

Asia centrale sovietica nel 1922 prima della delimitazione nazionale

La delimitazione dell'area su basi etniche era stata proposta già nel 1920. A quel tempo l'Asia centrale era composta da due Autonome Repubbliche socialiste sovietiche (ASSR) all'interno della RSFS Russa: la RSSA Turkestana, creata nell'aprile 1918 e che occupa gran parte di ciò che oggi è identificabile con il Kazakistan meridionale, l'Uzbekistan e il Tagikistan, nonché il Turkmenistan) e la Repubblica Socialista Sovietica Autonoma Kirghisa (RSSA Kirghiza e RSSA del Kirghizistan sulla mappa), che fu istituita il 26 agosto 1920 nel territorio all'incirca corrispondente alla parte settentrionale dell'odierno Kazakistan (a quel tempo i kazaki erano indicati come "Kirghizi", mentre i kirghizi erano considerati una minoranza kazaka e indicati come "Kara-Kirghizi", ovvero "Kirghizi-Neri" che abitano sulle montagne). Vi furono anche due "repubbliche" successive dell'Emirato di Bukhara e il Khanato di Khiva, convertite nella Repubblica Sovietica Popolare di Bukhara e di Corasmia in seguito all'acquisizione da parte dell'Armata Rossa nel 1920.
Il 25 febbraio 1924, il Politburo e il Comitato Centrale del PCUS annunciarono che avrebbero proceduto ad avviare la definizione dei confini in Asia centrale. Il processo doveva essere supervisionato da un comitato speciale dell'Ufficio dell'Asia centrale, con tre sottocomitati per ognuna di quelle che erano ritenute le principali comunità della regione (kazaki, turcomanni e uzbeki), allo scopo di agire quanto più celermente possibile. Nonostante i progetti iniziali di preservare la sussistenza della Corasmia e della Bukhara, alla fine si optò di dividerle nell'aprile 1924. Non mancarono vibranti proteste dei partiti comunisti locali (quello della Corasmia, in particolare, chiese di poter partecipare alla votazione che si sarebbe tenuta per decidere sullo scioglimento dello Stato nel luglio del medesimo anno).
La creazione del confine kazako-uzbeko si è rivelata particolarmente difficile nell'Oblast del Syr-Darya, un'area densamente popolata da gruppi etnicamente misti. Sia gli uzbeki che i kazaki rivendicarono le città di Turkistan, Chinaz e Şımkent; L'assegnazione di Tashkent, insediamento perlopiù costituito da uzbeki ma circondato da numerosi piccoli centri in cui vi erano kazaki, si rivelò particolarmente problematica. L'Ufficio dell'Asia centrale, chiamato a decidere nel merito, assegnò la città all'Uzbekistan. Il Kazakistan comunque rimase padrone del grande centro urbano di Şımkent.

Asia centrale sovietica nel 1925, con il Karakalpakstan assorbito dal Kazakistan

Un'ulteriore diatriba nacque in riferimento ai caracalpachi; i sovietici non erano sicuri se fossero uzbeki, kazaki o un gruppo etnico diverso da tutti gli altri. Considerato lo scarso sentimento unitario della comunità caracalpaca e il legame più strettamente percepito con i kazaki, i russi istituirono l'Oblast Autonomo Karakalpako come suddivisione amministrativa all'interno della RSSA Kazaka. Tale oblast era più grande della moderna Repubblica autonoma del Karakalpakstan e si estendeva in maniera considerevole soprattutto verso est, secando così la RSS Uzbeka in due porzioni, con una piccola exclave attorno a Khiva. Considerata la fragilità economica dell'oblast, il governo sovietico si convinse del fatto che il Karakalpakstan dovesse essere incluso direttamente nella RSFS Russa, una mossa formalizzata nel 1930; lo status di RSSA della regione fu assunto nel 1932. Nel 1936 il Karakalpakstan divenne parte della RSS Uzbeka.

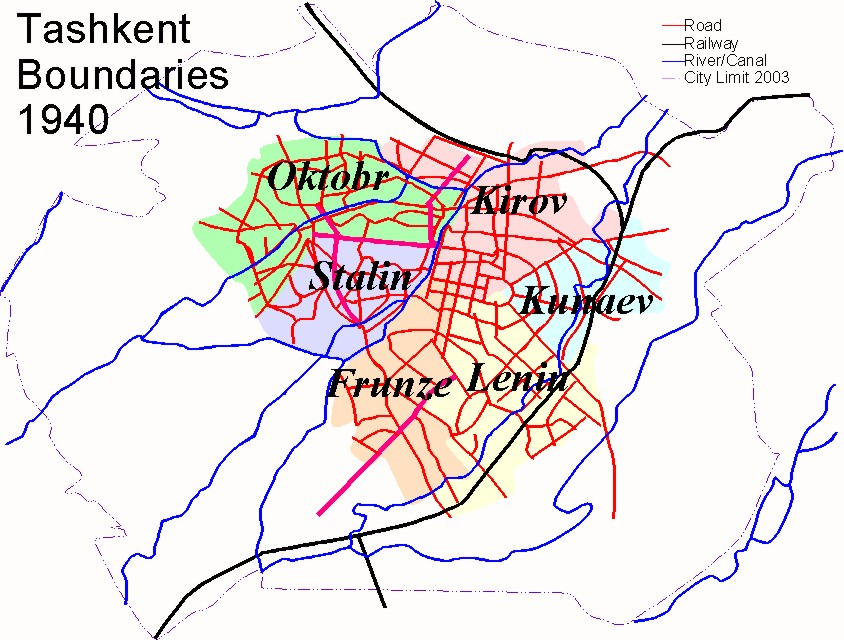
Mappa che mostra la contesa Tashkent nel 1940 individuando i settori della città, le strade principali, le tratte ferroviarie gli acquedotti

Sono stati eseguiti piccoli accorgimenti al confine nei decenni seguenti. Molte vecchie mappe mostrano in effetti un confine leggermente diverso nel deserto del Karakum, con una grande sporgenza triangolare del territorio uzbeko in quella che oggi è la regione della Qyzylorda del Kazakistan.
Il confine divenne una frontiera internazionale nel 1991, in seguito alla dissoluzione dell'Unione Sovietica e all'indipendenza dichiarata dalle varie repubbliche costituenti. Si sono riportate tensioni nei pressi del confine - in particolare nell'area di Tashkent - tra la fine degli anni '90 e l'inizio degli anni 2000, con il Kazakistan che accusava l'Uzbekistan di aver delimitato e militarizzato unilateralmente la frontiera; alla fine nel 2001, i due governi concordarono sulla necessità di individuare una delimitazione completa. Le operazioni risultano ancora in corso.

## Valichi di frontiera
- Karakalpakiya (UZB) – Beyneu (KAZ) (stradale e ferroviario)[42]
- Yalama (UZB) - Konysbayeva (KAZ) (stradale)[42]
- Saryagash (UZB) – Kaplanbek (KAZ) (stradale e ferroviario)[42]
- Chernayevka (UZB) – Zhibek-Joly (KAZ) (stradale)[42]
- Serke (UZB) – Turkistan (KAZ) (stradale)[42]

## Insediamenti nei pressi del confine

### Kazakistan
- Chabankazgan
- Šardara
- Žetìsaj
- Myrzakent
- Atakent
- Saryaǧaš

### Uzbekistan
- Karakalpakiya
- Gagarin
- Gulistan
- Baxt
- Sirdaryo
- Chinaz
- Yangiyol
- Tashkent
- Keles
- Chirchiq
- Gazalkent